# Église Saint-Étienne de Juberri
L'église Saint-Étienne (catalan : església de Sant Esteve) est une église romane située à Juberri, sur la paroisse de Sant Julià de Lòria, en Andorre.

## Situation
L'église est située dans le village de Juberri, sur le territoire paroissial de Sant Julià de Lòria, ce qui en fait l'église d'Andorre située la plus au sud. Son emplacement offre un point de vue sur la vallée de Sant Julià.

## Histoire
La construction de l'église a probablement eu lieu entre le XIe siècle et le XIIe siècle.

## Architecture
Cette église possède les caractéristiques habituelles des églises andorranes de style architectural roman : nef rectangulaire, abside semi-circulaire et clocher-mur.